# Президентски избори в Република Македония (1999)
Вторите свободни и демократични президентски избори откакто Република Македония е независима се провеждат през 14 ноември 1999 година. Броят на гласоподавателите е бил 1 610 340 души, от които са гласували 1 112 153 души.

## Резултати

### Първи тур
На първи тур води Тито Петковски с 509 933 гласа, пред Борис Трайковски с 449 026 гласа.

### Втори тур
Изборите на втори тур се състоят на 5 декември 1999 година, Борис Трайковски побеждава Тито Петковски с 582 808 на 513 614 гласа.